# Sòrjas
Sòrges (en francès Sorges) és un municipi francès situat al departament de la Dordonya i a la regió de la Nova Aquitània.

## Demografia
| 1962                                       | 1968 | 1975 | 1982 | 1990  | 1999  | 2007  |
| ------------------------------------------ | ---- | ---- | ---- | ----- | ----- | ----- |
| 980                                        | 892  | 876  | 911  | 1.074 | 1.123 | 1.215 |
| Des de 1962: població sense dobles comptes |      |      |      |       |       |       |

## Administració
| Període   | Identitat             | Partit |
| --------- | --------------------- | ------ |
| 1947-1965 | Léopold Chapeyrou     |        |
| 1965-1978 | Michel de Juglart     |        |
| 1978-2001 | Jean-Charles Savignac |        |
| 2001-     | Jean-Jacques Ratier   | UMP    |